# Calendario gregoriano proléptico
El calendario gregoriano proléptico (del griego πρόληψις; prólēpsis, conocimiento anticipado) tiene por objeto convertir al calendario gregoriano las fechas que preceden a su introducción oficial en 1582 (habitualmente, de fechas procedentes del calendario juliano, aunque el término se hace extensivo a otros calendarios). En los países que adoptaron el calendario gregoriano más tarde, las fechas posteriores (entre 1582 y la adopción local) también se suelen transformar utilizando el calendario proléptico.

## Uso

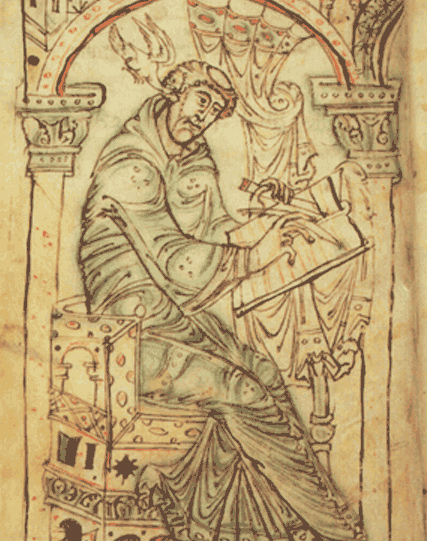
Beda en un manuscrito de la Baja Edad Media.

El calendario gregoriano proléptico es explícitamente requerido para la conversión de las fechas anteriores a 1582 por la norma ISO 8601:2004 (cláusula 4.3.2.1 Calendario gregoriano) si las partes del intercambio de información están de acuerdo. Es también utilizado por la mayoría de estudiosos de la cultura maya, especialmente cuando convierten fechas de la cuenta larga (siglo I a. C.-siglo X). Aun así, ni los astrónomos ni el resto de historiadores lo utilizan sistemáticamente, dado que la diferencia entre el calendario juliano y el gregoriano no es relevante para una gran mayoría de referencias de datación, en las que solo se hace constar el año.
La práctica más correcta para los historiadores que citan documentos de una determinada época es dar la fecha original y añadir como notas cualesquiera otros datos contextuales, conclusiones sobre el calendario utilizado y equivalencias en otros sistemas de calendarios. Esto facilita la posibilidad de revaluar las evidencias utilizadas.
Para estos calendarios se pueden distinguir dos sistemas de numerar años desde el nacimiento de Cristo (d. C.). Beda y otros historiadores más tardíos no utilizaron el cero latino (nulla), como año cero, así que el año precedente al año 1, es el año 1 antes de Cristo (1 a. C.). En este sistema, el año 1 a. C. es un año bisiesto (al igual que en el calendario juliano proléptico). Matemáticamente, es más conveniente incluir un año 0 y representar los años anteriores como negativos, con el propósito concreto de facilitar el cálculo del número de años entre un año negativo (a. C.) y uno positivo (d. C.). Esta es la convención utilizada en la numeración de años astronómica y en el sistema de fecha estándar internacional, ISO 8601. En estos sistemas, el año 0 es un año bisiesto.
A pesar de que el calendario juliano nominalmente empezó en el 45 a. C. (cuando fue implantado por Julio César), el día bisiesto entre los años 45 a. C. y el 1 a. C. estuvo situado en una fecha irregular. El calendario juliano con un día adicional cada cuatro años (años bisiestos) solo se utilizó regularmente desde el fin del año 4 d. C. hasta 1582 o más tarde.
El calendario gregoriano proléptico es a veces utilizado en programas de ordenador para simplificar el manejo de fechas antiguas. Por ejemplo, es el calendario utilizado por MySQL, SQLite, PHP, CIM, Delphi, Python y COBOL.

## Diferencia entre los calendarios juliano y gregoriano proléptico
En las fechas anteriores a la introducción del calendario gregoriano, la relación de fechas entre los calendarios juliano y gregoriano proléptico quedan como sigue:
En la tabla siguiente se asume un día de salto en el calendario juliano el 29 febrero, pero en realidad, el día del salto del calendario juliano (el día bisextil) era el ante diem bis sextum Kalendas Martias en latín, es decir, el 24 de febrero (la fecha seis días antes del inicio de marzo, considerando que en el calendario juliano febrero tiene 30 días, fecha que se repetía una vez cada cuatro años -24 de febrero bis-) (ver reforma juliana), por lo que se da una correlación irregular de las fechas entre el 24 y el 29 de febrero de los años bisiestos.
| Intervalo del calendario juliano                                                                     | Intervalo del calendario gregoriano proléptico    | Desfase del calendario gregoriano, adelantado en: |
| --- | ------------------------------------------------- | ------------------------------------------------- |
| Del 3 de marzo de 4 d. C. (principio del sistema cuatrienial de años bisiestos) al 1 de marzo de 100 | Del 1 de marzo de 4 d. C. al 28 de febrero de 100 | −2 días                                           |
| Del 2 de marzo de 100 al 29 de febrero de 200                                                        | Del 1 de marzo de 100 al 28 de febrero de 200     | −1 días                                           |
| Del 1 de marzo de 200 al de 28 de febrero de 300                                                     | Del 1 de marzo de 200 al 28 de febrero de 300     | 0 días                                            |
| Del 29 de febrero de 300 al 27 de febrero de 500                                                     | Del 1 de marzo de 300 al 28 de febrero de 500     | 1 día                                             |
| Del 28 de febrero de 500 al 26 de febrero de 600                                                     | Del 1 de marzo de 500 al 28 de febrero de 600     | 2 días                                            |
| Del 27 de febrero de 600 al 25 de febrero de 700                                                     | Del 1 de marzo de 600 al 28 de febrero de 700     | 3 días                                            |
| Del 26 de febrero de 700 al 24 de febrero de 900                                                     | Del 1 de marzo de 700 al 28 de febrero de 900     | 4 días                                            |
| Del 25 de febrero de 900 al 23 de febrero de 1000                                                    | Del 1 de marzo de 900 al 28 de febrero de 1000    | 5 días                                            |
| Del 24 de febrero de 1000 al 22 de febrero de 1100                                                   | Del 1 de marzo de 1000 al 28 de febrero de 1100   | 6 días                                            |
| Del 23 de febrero de 1100 al 21 de febrero de 1300                                                   | Del 1 de marzo de 1100 al 28 de febrero de 1300   | 7 días                                            |
| Del 22 de febrero de 1300 al 20 de febrero de 1400                                                   | Del 1 de marzo de 1300 al 28 de febrero de 1400   | 8 días                                            |
| Del 21 de febrero de 1400 al 19 de febrero de 1500                                                   | Del 1 de marzo de 1400 al 28 de febrero de 1500   | 9 días                                            |
| Del 20 de febrero de 1500 al 4 de octubre de 1582                                                    | Del 1 de marzo de 1500 al 14 de octubre de 1582   | 10 días                                           |

(Fecha gregoriana= Fecha juliana + Desfase)

## Problema del Día del Año Nuevo
La correlación entre fechas julianas y fechas gregorianas presenta un problema añadido, relativo a los sucesivos cambios históricos de la fecha utilizada para el cambio de año. Según épocas y países, el comienzo del año (en el caso más generalizado, el 1 de enero) se ha desplazado al 25 de marzo, al 25 de diciembre o incluso al 29 de agosto, de acuerdo con distintas efemérides religiosas o astronómicas. Por ejemplo, todavía en 1564, un reino consolidado como Francia tuvo que promulgar el Edicto de Roussillon para unificar el comienzo del año al 1 de enero en todo el país.
En consecuencia, en estos lugares y períodos, antes de aplicar las fórmulas del calendario proléptico gregoriano, debe conocerse primero si el año de la fecha juliana tiene su origen el 1 de enero o en otra fecha distinta. 
El calendario romano comenzaba el año el 1 de enero, que siguió siendo el comienzo del año después de la reforma juliana. Sin embargo, incluso después de que los calendarios locales fueron alineados con el calendario juliano, en muchos casos el año nuevo año comenzaba en fechas diferentes. El calendario de Alejandría en Egipto comenzaba el año 29 de agosto (30 de agosto después de un año bisiesto de Alejandría). Varios calendarios provinciales locales fueron alineados para comenzar el año el día del nacimiento de Augusto, el 23 de septiembre. El período de la indicción en el Imperio Bizantino, donde se utilizaba el calendario juliano, causó que el año comenzará el 1 de septiembre; esta fecha se sigue utilizando en la iglesia ortodoxa para el comienzo del año litúrgico. Cuando el calendario juliano fue adoptado en el año 988 por Vladimir I de Kiev, el año fue contabilizado como el Anno Mundi 6496, que comenzaba el 1 de marzo, seis meses después del inicio del año bizantino Anno Mundi con el mismo número. En 1492 (AM 7000), Iván III, según la tradición de la iglesia, realineó el comienzo del año al 1 de septiembre, por lo que el AM 7000 solo duró seis meses en Rusia, del 1 de marzo al 31 de agosto de 1492.
Durante la Edad Media el 1 de enero retuvo el nombre de Día de año nuevo (o un nombre equivalente) en todos los países católicos de Europa Occidental, ya que el calendario medieval continuó mostrando los meses de enero a diciembre (en doce columnas que contienen de 28 a 31 días cada uno), al igual que hacían los romanos. Sin embargo, la mayoría de esos países comenzaron la numeración de su año el 25 de diciembre (la Natividad de Jesús), el 25 de marzo (la Anunciación de Jesus), o incluso Pascua, como en Francia (vea el artículo Año Litúrgico para más detalles).
En la Inglaterra anglosajona, el año comenzó con más frecuencia el 25 de diciembre, que como el solsticio de invierno, había marcado el inicio del año en los tiempos paganos, aunque la fecha del 25 de marzo se documenta ocasionalmente en el siglo XI. A veces, el comienzo del año se desplazó hasta el 24 de septiembre, el inicio de la llamada "indicción occidental" introducido por Beda. Estas prácticas cambiaron después de la conquista normanda. De 1087 a 1155 el año inglés comenzó el 1 de enero, y desde 1155 hasta 1751, el 25 de marzo. En 1752 se trasladó de nuevo al 1 de enero.
Incluso antes de 1752, el 1 de enero fue tratado a veces como el inicio del nuevo año -por ejemplo, por Pepys- mientras que el "año a partir del 25 de marzo, fue llamado el año civil o legal". Para reducir las ambigüedades en la fecha, no era raro que las fechas entre el 1 de enero y el 24 de marzo se escribiesen como "1661-1662", explicando al lector que el año 1661 mantenía el conteo a hasta marzo de 1662, contando también desde enero el comienzo del año.
La mayoría de los países de Europa Occidental cambiaron el primer día de su año numerado al 1 de enero, mientras que todavía estaban usando el calendario Juliano, antes de adoptar el calendario gregoriano, muchos durante el siglo XVI. La siguiente tabla muestra los años en los que varios países adoptaron 1 de enero como el comienzo del año. Los países de Europa del Este que siguieron bajo el influjo de la iglesia ortodoxa, comenzaron el año el 1 de septiembre a partir de 988. El calendario rumi, utilizado en el Imperio Otomano, comenzaba el año civil el 1 de marzo hasta 1918.
| País                                              | Año Nuevo el 1 de enero desde el año: | Adopción del Calendario Gregoriano |
| ------------------------------------------------- | ------------------------------------- | ---------------------------------- |
| República de Venecia                              | 1522                                  | 1582                               |
| Sacro Imperio Romano Germánico                    | 1544                                  | 1582                               |
| España, Portugal                                  | 1556                                  | 1582                               |
| Prusia, Dinamarca-Noruega                         | 1559                                  | 1700                               |
| Suecia                                            | 1559                                  | 1753                               |
| Francia                                           | 1567                                  | 1582                               |
| Países Bajos del Sur                              | 1576                                  | 1582                               |
| Lorena                                            | 1579                                  | 1760                               |
| Holanda, Zelanda (provincias de los Países Bajos) | 1583                                  | 1582                               |
| Países Bajos excepto Holanda y Zelanda            | 1583                                  | 1700                               |
| Escocia                                           | 1600                                  | 1752                               |
| Rusia                                             | 1700                                  | 1918                               |
| Toscana (región de Italia)                        | 1721                                  | 1750                               |
| Imperio Británico excepto Escocia                 | 1752                                  | 1752                               |
| Serbia                                            | 1804[cita requerida]                  | 1918                               |
| Imperio Otomano (Turquía)                         | 1918                                  | 1917                               |